# Doug Liman
Doug Liman (New York, 24 juli 1965) is een Amerikaanse filmregisseur en -producent.
Zijn vader was Arthur L. Liman, een bekende New Yorkse advocaat. Liman begon met het maken van korte films toen hij op de middelbare school zat en studeerde aan het International Center of Photography in New York. Toen hij op Brown University zat hielp hij mee een kabeltelevisiezender voor studenten op te zetten. Liman studeerde uiteindelijk af aan de University of Southern California, waarna hij in 1993 zijn eerste grote project mocht maken, de komedie/thriller Getting In.
Twee jaar erna mocht Liman de productie Swingers maken. Scenarioschrijver Jon Favreau besloot de film over een andere boeg te gooien door enkel relatief onbekende acteurs in te zetten. Liman ging akkoord en liet Favreau zijn vrienden Vince Vaughn, Ron Livingston en Patrick Van Horn selecteren. Het resultaat was een $ 250.000 dollar-kostende film die een financieel succes werd en het eveneens goed deed bij recensenten.
Daarna maakte Liman de film Go (1999), over enkele gebeurtenissen die zich afspelen op één avond en gevolgd worden vanuit meerdere standpunten. Liman verzorgde tevens de cinematografie van de film. Ook deze film werd financieel een succes, met een wereldwijde opbrengst van $ 28,4 miljoen dollar tegen een budget van $ 6,5 miljoen.
Met The Bourne Identity maakte Liman een verfilming van het gelijknamige boek van Robert Ludlum. De productie verliep vrij moeizaam omdat Ludlum in de eerste versie van de film weinig actie had zitten. Universal Pictures droeg hem op nog voor twintig minuten aan extra actiescènes te filmen om de doelgroep, jongere mannen, tevreden te stellen. Het budget liep hierdoor wel op, maar de wereldwijde opbrengst van $ 214 miljoen wist het budget ruimschoots te overtreffen. Liman bleef betrokken bij de tweede en derde Bourne-film als uitvoerend producent.
Liman richtte zich daarna ook op andere media dan film. In 2003 regisseerde en produceerde hij de eerste en tweede aflevering van de dramaserie The O.C., die erg succesvol bleek en nog tot en met 2007 doorliep. Voor het Filmfestival van Cannes maakte Liman recent korte films.
In 2005 regisseerde hij de komedie/actiefilm Mr. & Mrs. Smith over een getrouwd stel dat beide de opdracht krijgt elkaar te vermoorden. Deze film, tot nu toe zijn meest succesvolle, is bekend doordat het het begin van de relatie tussen Brad Pitt en Angelina Jolie betekende. Eveneens in 2005 regisseerde Liman de pilotaflevering van de NBC-televisieserie Heist, die gaat over de beroving van drie juweliers in Beverly Hills. Na zeven afleveringen werd die serie van de buis gehaald vanwege tegenvallende kijkcijfers.
Eind 2021 of later zal hij samen met Tom Cruise afreizen naar het ISS om daar delen van een film op te nemen.

## Filmografie

### Regisseur
- Getting In (1994)
- Swingers (1996)
- Go (1999)
- The Bourne Identity (2002)
- Mr. & Mrs. Smith (2005)
- Jumper (2008)
- Fair Game (2010)
- Edge of Tomorrow (2014)
- The Wall (2017)
- American Made (2017)
- Locked Down (2021)
- Chaos Walking (2021)
- The Recruit (2022)
- Road House (2024)

### Producent
- The Bourne Identity (2002)
- Fair Game (2010)

### Uitvoerend producent
- The Bourne Supremacy (2004)
- Mail Order Wife (2004)
- Cry Wolf (2005)
- The Killing Floor (2007)
- The Bourne Ultimatum (2007)
- After the Fall (2014)
- Edge of Tomorrow (2014)
- Jason Bourne (2016)
- Locked Down (2021)

## Televisie
- The O.C. (2003) uitvoerend producent seizoen 1
- Knight Rider uitvoerend producent
- Covert Affairs (2010-2014) uitvoerend producent